# Paul Arens
Paul Arens (* 28. Oktober 1936 in Elspe; † 24. März 2022 in Frickhofen) war ein deutscher Kommunalpolitiker (CDU) und Bürgermeister im Kreis Limburg-Weilburg (Hessen).

## Leben und Wirken
Nach einer Ausbildung und mehreren Stationen bei der Deutschen Bundespost wechselte Paul Arens 1962 ins Bistum Limburg, wo er als Referent für offene Bildungsarbeit tätig war. 1969 wurde Paul Arens zum hauptamtlichen Bürgermeister von Frickhofen (Hessen) gewählt. Zwei Jahre später erfolgte unter seiner Leitung die Gründung der Gemeinde Dornburg (Hessen), deren Bürgermeister er bis zu seiner Pensionierung 1995 war.
1963 wurde er Mitglied der CDU und war in verschiedenen Ämtern auf Gemeinde-, Kreis- und Landesebene für die Partei tätig. Er war 44 Jahre lang Mitglied der CDU-Kreistagsfraktion des Kreises Limburg-Weilburg und engagierte sich in zahlreichen Gremien, zuletzt als Vorsitzender des Revisions- und Kontrollausschusses.
Neben der Politik war Paul Arens auch im Caritasverband aktiv. Er engagierte sich seit 1970 als Mitglied des Verbandes und war von 1995 bis 2018 Vorsitzender des Regionalen Caritasverbandes Limburg. Außerdem wirkte er von 2002 bis 2020 als Mitglied des Caritasrates des Caritasverbandes für die Diözese Limburg und war auch dessen Vorsitzender. Paul Arens war ein Mann, der sich stets für die Gemeinschaft einsetzte und dafür von vielen geschätzt wurde.
Für seine kommunalpolitische bzw. ehrenamtliche Arbeit erhielt Arens 1987 die Verdienstmedaille des Verdienstordens der Bundesrepublik Deutschland, 1989 den Ehrenbrief des Landes Hessen, 1995 das Verdienstkreuz am Bande und 2021 den Hessischen Verdienstorden.